# Dov Berkovich
Pour les articles homonymes, voir Berkovich.
Dov Berkovich, né vers 1951 en Lituanie mort le 1er novembre 2021 en Israël, est un rabbin israélien, d'origine lituanienne, auteur de plusieurs ouvrages de commentaires sur le Talmud ou sur d'autres sujets tels que le sionisme ou les origines théologiques protestantes de la science moderne et du sionisme.

## Biographie
Établi en Israël, il réside dans la ville de Bnei Brak, qui fait partie de la banlieue nord-est de Tel Aviv.